# Phúc Yên (xã)
Phúc Yên là một xã thuộc huyện Lâm Bình, tỉnh Tuyên Quang, Việt Nam.

## Địa lý
Xã Phúc Yên nằm ở phía bắc huyện Lâm Bình, có vị trí địa lý:
- Phía đông giáp xã Khuôn Hà
- Phía tây giáp xã Xuân Lập và tỉnh Hà Giang
- Phía nam giáp thị trấn Lăng Can
- Phía bắc giáp tỉnh Hà Giang.

Xã có diện tích 176,95 km², dân số năm 2011 là 2.771 người, mật độ dân số đạt 15.7 người/km².

## Hành chính
Xã Phúc Yên được chia thành các thôn xóm: Bản Thàng, Bản Tấng, Bản Bon, Phiêng Mơ, Khau Cau, Nà Khậu.

## Lịch sử
Trước đây, xã Phúc Yên thuộc huyện Na Hang.
Ngày 25 tháng 1 năm 2006, Chính phủ ban hành Nghị định số 14/2006/NĐ-CP. Theo đó:
- Điều chỉnh 8.736 ha diện tích tự nhiên của xã Thúy Loa vừa giải thể về xã Phúc Yên quản lý
- Điều chỉnh 550 ha diện tích tự nhiên của xã Phúc Yên về xã Khuôn Hà quản lý; 349 người của xã Phúc Yên về xã Lăng Can quản lý
- Điều chỉnh 600 ha diện tích tự nhiên của xã Khuôn Hà về xã Phúc Yên quản lý.

Sau khi điều chỉnh, xã Phúc Yên có 17.449 ha diện tích tự nhiên và 2.615 người.
Ngày 28 tháng 1 năm 2011, Chính phủ ban hành Nghị quyết số 07/NQ-CP. Theo đó, chuyển toàn bộ 17.694,85 ha diện tích tự nhiên và 2.771 người của xã Phúc Yên về huyện Lâm Bình mới thành lập.